# Sztáni István
Sztáni István (Ózd, 1937. március 19. –) magyar labdarúgó, csatár, edző. 1956-tól Nyugat-Európában él.

## Pályafutása

### Játékosként
1956 októberében a magyar ifjúsági válogatott tagjaként Angliában játszott. Innen nem tért haza, hanem az Eintracht Frankfurt csapatához írt alá szerződést. Az egyéves FIFA-eltiltás után léphetett pályára a nyugatnémet csapatban. Tagja volt az 1959-ben nyugatnémet bajnokságot nyert csapatnak. Ezt követően a belga Standard Liège játékosa lett, ahol edzője volt Kalocsay Géza is. 1965-ben visszatért az Eintracht Frankfurthoz, ahol 1968-ig volt a csapat tagja. Az 1968–69-es idényt a Maccabi Frankfurtnál töltötte. Ezt követően már játékos-edzőként tevékenykedett a belga KAA Gent és RRC Tournaisien együttesénél.

### Edzőként
1974-től már csak, mint edzői dolgozott. A nyugatnémet 1. FC Schweinfurt 05 vezetőedzője lett egy idényre. A következő idényben a másodosztályú VfB Stuttgart csapatát irányította. 1976. március 31-én menesztették, mikor a tervezett feljutás már elérhető közelségben volt.

## Sikerei, díjai

### Játékosként
- Nyugatnémet bajnokság
  - bajnok: 1958–59